# Bandar Senembah
Bandar Senembah is een bestuurslaag in het regentschap Binjai van de provincie Noord-Sumatra, Indonesië. Bandar Senembah telt 5700 inwoners (volkstelling 2010).